# Pșenîcine, Kreminna
Pșenîcine (în ucraineană Пшеничне) este un sat în comuna Novokrasneanka din raionul Kreminna, regiunea Luhansk, Ucraina.

## Demografie
Componența lingvistică a localității Pșenîcine
     Rusă (75,36%)
     Ucraineană (23,19%)
Conform recensământului din 2001, majoritatea populației localității Pșenîcine era vorbitoare de rusă (75,36%), existând în minoritate și vorbitori de ucraineană (23,19%).